# Lucy Monaghan
Lucy Monaghan ( Belfast, 1989) es una activista por la defensa de los derechos de las mujeres de Irlanda del Norte.

## Trayectoria
Lucy Monaghan fue víctima de una violación en 2015 y en 2020 renunció a su derecho al anonimato y denunció públicamente el trato que recibió por parte del Servicio de Policía de Irlanda del Norte y del Ministerio Público después de denunciar su violación en abril de 2015.

### Violación
Esa noche Lucy Monaghan se encontró a un hombre que conocía y recuerda haber ido a una casa sentirse enferma y caer inconsciente durante unas ocho horas. Su denuncia no dio lugar a un procesamiento por lo que aseguró estar decepcionada y estupefacta y que la policía y la fiscalía le habían defraudado. En un principio la policía afirmó que dado que había pruebas de que había estado «coqueteando» con el presunto agresor era poco probable que el caso resultará en una condena. Posteriormente, el Defensor de la Policía halló varios errores en la investigación y comprobó que sus declaraciones a la policía, las copias de los mensajes de las redes sociales entre ella y el presunto agresor y los informes médicos no habían sido enviados al Ministerio Público. También encontraron que el agente del caso no había realizado gestiones para obtener declaraciones de otros testigos. El Servicio de Policía de Irlanda del Norte admitió entonces deficiencias y dijo que trataba en serio todas las denuncias de delitos sexuales. Lucy Monaghan llevó a las autoridades a los juzgados por fallas en la investigación y, como resultado, se hicieron cambios en la forma en que se trata a las víctimas de ataques sexuales.

### Activismo
Lucy Monaghan ha contribuido a cambiar la forma en que se trata a las víctimas participando en The Gillen Review, con seis puntos clave que se tuvieron en cuenta cuando se publicó en 2019, además también presta apoyo a supervivientes de violación.
Esta revisión fue impulsada por el juez retirado del Tribunal Supremo, John Gillen en mayo de 2018, después de que los exjugadores de rugby del Ulster Paddy Jackson y Stuart Olding fueran declarados inocentes de violación tras un juicio. A raíz del juicio se elaboró un informe con más de 250 recomendaciones sobre cómo el sistema judicial de Irlanda de Norte debe tratar los delitos sexuales graves. Este informe,The Gillen Reviewi, incluía medidas para combatir los mitos y estereotipos de la violación, como que las víctimas la provocan por la forma en que se visten o actúan.
En 2020, Lucy Monaghan fue elegida en la lista 2020 de la BBC de las mujeres más inspiradoras e influyentes del mundo, junto a estrellas como Jane Fonda, elegida por su activismo social, y la embajadora especial de la ONU Michelle Yeoh.
En declaraciones al diario Belfast Telegraph, aseguró:

«He estado llorando lágrimas de felicidad [...] puesto que por fin se siente como algo de reconocimiento».

Asimismo afirmó que utilizaría este reconocimiento para seguir defendiendo a las supervivientes de violación y de la violencia sexual, y recordó que las tasas de condena para delitos sexuales en Irlanda del Norte seguían siendo espantosas. Según cifras de la Fiscalía, en el 2020 se abrieron más de 700 expedientes de casos que involucraban a una denuncia de violación, pero sólo 20 personas fueron condenadas.

## Premios y reconocimientos
- En 2020 figuró en la lista 100 Mujeres de la BBC, una serie de las mujeres más inspiradoras e influyentes de 2020.[9]